# Pavukî, Mîkolaiiv
Pavukî (în ucraineană Павуки) este un sat în comuna Honeatîci din raionul Mîkolaiiv, regiunea Liov, Ucraina.